# Dalius Bitaitis
Dalius Bitaitis (*  1. Oktober 1964 in Tyruliai, Rajongemeinde Radviliškis) ist ein litauischer ehemaliger Politiker, Vizeminister.

## Leben
Nach dem Abitur 1982  an der 1. Mittelschule  Biržai absolvierte Bitaitis von 1982 bis 1988 das Diplomstudium als Lehrer der Mathematik am Vilniaus pedagoginis institutas, von 1997 bis 1999 das Studium als Sozialarbeiter, 2001 das Masterstudium der Sozialarbeit der Vilniaus universitetas, danach das Doktorstudium und 2002 promovierte in Edukologie an der Mykolas-Romeris-Universität in Vilnius.
Von 1988 bis 1992 arbeitete Bitaitis als Direktor bei UAB Jaunimo įdarbinimo centras „Svaja“, UAB „Delta“, UAB „Jolita“ und von 1997 bis 1999 bei SP UAB „Stabuva“, von 1992 bis 1997 als stellv. Direktor bei SP UAB „Bursa“, von 1999 bis 2002 als Leiter der Unterabteilung in der Verwaltung von Bezirk Vilnius. Von 2004 bis 2008 lehrte er bei Tarptautinė teisės ir verslo kolegija und von 2004 bis 200 an der Mykolo Riomerio universitetas. Von 2002 bis 2011 war er Direktor im Pflegehaus  „Tremtinių namai“ in Vilnius.
Vom Februar 2011 bis November 2012 war er  litauische Vizeminister für Soziales, Stellvertreter des Ministers Donatas Jankauskas im Kabinett Kubilius II.
Bitaitis ist Mitglied der Tėvynės sąjunga - Lietuvos krikščionys demokratai.
Bitaitis ist verheiratet und hat zwei Kinder.